# Waleriusz Walens
Waleriusz Walens, Caius Aurelius Valerius Valens (zm. 317) – cesarz rzymski od 316 do 1 marca 317. 
W szczytowym okresie kariery był dowódcą wojsk stacjonujących na granicy dunajskiej z tytułem dux limitis. W 316 n.e. ustanowiony współrządcą przez Licyniusza, który w ten sposób pragnął sobie pozyskać lojalność tych wojsk sojuszniczych w konflikcie  z Konstantynem Wielkim. Nadano mu wówczas godność cezara, choć według świadectw numizmatycznych otrzymał od razu tytuł augusta.
Zgładzony po bitwie na równinie Mardii, gdzie wraz z Licyniuszem walczył z wojskami Konstantyna, a następnie został poświęcony na rzecz wspólnego przymierza.